# Bete-Leafra
Bete Leafra ou Bete Opra (em hebraico: Bêt le'apra; lit. "casa do pó") foi uma cidade do Sefelá, citada na lamentação de Miqueias (Miqueias 1:10). Segundo J. D. Douglas e Merrill C. Tenney, se considerado o jogo de palavras no qual o nome está inserido, é possível que, na verdade, seja uma alusão a Opra (atual Taibé, na Cisjordânia) ou Betel.